# Zębiełek wrzoścowy
Zębiełek wrzoścowy (Crocidura erica) – gatunek owadożernego ssaka z rodziny ryjówkowatych (Soricidae). Występuje endemicznie w Angoli od Duque de Bragança na północy do prowincji Huíla na południu. Typ nomenklatoryczny znaleziony w Pungo Andongo na wysokości 1098 m n.p.m. Nic nie wiadomo na temat ekologii tego ssaka. Nieznana jest też wielkość populacji. Wymiary czaszki podobne jak u C. hirta. W Czerwonej księdze gatunków zagrożonych Międzynarodowej Unii Ochrony Przyrody i Jej Zasobów został zaliczony do kategorii DD (niedostateczne dane).